# 斯特灵 (科罗拉多州)
斯特灵（英語：Sterling），是美国科罗拉多州洛根县下属的一座城市。建市于1884年12月3日，面积大约为7.61平方英里（19.709平方公里）。根据2010年美国人口普查，该市有人口14,777人。2011年估计该市有人口14,725人，相比2010年人口增长率为-0.35%。同时，论人口该市是科罗拉多州第35大城市。